# Haqiqa
La haqîqa est un terme arabe désignant la "réalité" ou "rectitude". Il est à rapprocher du mot haqq « vrai, recte, direct, droit». Cette racine linguistique se décline entre autres pour désigner "droit", "rectification", correction, etc.
Ce terme est utilisé dans le soufisme pour désigner la connaissance de l'essence divine. Le soufi aspire à atteindre l'état dit de fana' « anéantissement », en lequel il espère se libérer de ses attachements au monde terrestre et ainsi s'inscrire totalement en Dieu. Émergeant de cet état, la haqîqa lui serait révélée. Le terme soufi désigne sémantiquement le concept de "pur". L'épuration de ce qui attache au monde participe aussi à cela.
C'est l'une des "quatre étapes" du soufisme : Charia (voie exotérique), tariqa (voie ésotérique), haqiqa (vérité mystique) et Marifat (connaissance mystique finale, unio mystica ).
Haqiqa est un concept difficile à traduire. Le livre Islamic Philosophical Theology le définit comme « ce qui est réel, authentique, ce qui est vrai en soi par son statut métaphysique ou cosmique », cette définition est valide mais n'explique pas le rôle de la haqiqa dans le soufisme. Haqiqa peut être mieux définie comme étant la connaissance qui vient de la communion avec Dieu, Allah. Cette connaissance peut être acquise seulement après que le cheminement au sein de la tariqa est entrepris. Par exemple, un shaykh, ou même certains disciples qui a progressé dans la tariqa jusqu’à atteindre la haqiqa, peut voir dans la vie des disciples, et de toutes choses dans un sens spirituel. Le shaykh a connaissance des grossesses et des maladies avant que ses disciples ne le lui disent. Il peut voir au-delà du monde physique en raison de sa proximité avec Dieu et de sa réalisation dans la haqiqa. La haqiqa n'est pas une étape en soi, c'est plutôt le marqueur d'un niveau de conscience supérieur qui précède l'étape suivante et finale, la Marifat. 
Enfin, les soufis se disent les gens de la rectitude (ahl al-haqîqa) afin de se distinguer des gens de la régulation  (ahl-Chari`a).